# Pitis metróállomás
Pitis metróállomás Spanyolország fővárosában, Madridban a madridi metró 7-es vonalán. Tulajdonosa és üzemeltetője a Consorcio Regional de Transportes de Madrid. Ez a 7-es vonal végállomása, átszállási lehetőség van a Cercanías Madrid C-3-as, C-7-es és C-8-as vonalára.

## Metróvonalak
Az állomást az alábbi metróvonalak érintik:
- 7-es metróvonal

## Kapcsolódó állomások
A metróállomáshoz az alábbi állomások vannak a legközelebb:
- Arroyofresno (Hospital del Henares, 7-es metróvonal)